# Dąbrowa (gmina Zbąszyń)
Dąbrowa – osada w Polsce położona w województwie wielkopolskim, w powiecie nowotomyskim, w gminie Zbąszyń, na obszarze Bruzdy Zbąszyńskiej.
W latach 1975–1998 miejscowość administracyjnie należała do województwa zielonogórskiego.
Osada leży przy drodze z Nowej Wsi Zbąskiej do Kosieczyna. Przez wieś przebiega czerwony znakowany szlak pieszy.